# Worth Township (comté de Butler, Pennsylvanie)
Worth Township est un township, situé dans le comté de Butler, aux États-Unis,. En 2010, il comptait une population de 1 416 habitants.

## Démographie
Lors du recensement de 2010, le township comptait une population de 1 416 habitants. Elle est estimée, en 2016, à 1 447 habitants.

### Source de la traduction
- (en) Cet article est partiellement ou en totalité issu de l’article de Wikipédia en anglais intitulé « Worth Township, Butler County, Pennsylvania » (voir la liste des auteurs).